# Departamento San Luis del Palmar
Das Departamento San Luis del Palmar liegt im Norden der Provinz Corrientes im Nordosten Argentiniens und ist eine der 25 Verwaltungseinheiten der Provinz.
Im Norden grenzt es an das Departamento San Cosme und das Departamento Itatí, im Osten an das Departamento Berón de Astrada und das Departamento General Paz, im Süden an das Departamento Empedrado und das Departamento Mburucuyá und im Westen an das Departamento Capital.
Die Hauptstadt des Departamento San Luis del Palmar ist die gleichnamige Stadt San Luis del Palmar.

## Städte und Gemeinden
- Herlitzka
- San Luis del Palmar

Koordinaten: 27° 36′ S, 58° 30′ W